# Keeling do Norte
Isla Keeling do Norte (em inglês:  North Keeling Island) é um pequeno atol de coral, desabitado e com cerca de 1,2 km², a cerca de 25 km a norte da ilha Horsburgh, sendo o atol mais setentrional do arquipélago e território australiano das Ilhas Cocos (Keeling). A ilha Keeling do Norte e o mar que a rodeia até 1,5 km da costa formam o Parque Nacional Pulu Keeling.
Keeling do Norte compreende uma só ilha em forma de C, e um anel de atol quase fechado com uma pequena abertura na lagoa, de 50 metros de largura, no lado este. A lagoa tem aproximadamente 0,5 km². A ilha é lugar da única população sobrevivente da espécie endémica e em perigo de extinção  Gallirallus philippensis andrewsi, e de grandes colónias de criação de aves marinhas.
É um sítio Ramsar.
O arquipélago a que pertence Keeling do Norte foi provavelmente descoberto pelos europeus em 1609, durante uma viagem do Capitão William Keeling entre a ilha de Java, então parte das Índias Orientais Holandesas, e as Ilhas Britânicas. Keeling do Norte foi mapeada pelo capitão sueco Ekeberg em 1749. Também aparece num mapa feito pelo hidrografista britânico Alexander Dalrymple em 1789.
Em 9 de novembro de 1914, no final da Batalha das Ilhas Cocos, o capitão do cruzador rápido alemão SMS Emden, Karl von Muller, encalhou o seu navio em Keeling do Norte depois de sofrer graves danos durante uma batalha com o cruzador rápido australiano HMAS Sydney. Ele rendeu-se pouco depois, mas parte da sua tripulação escondeu-se na ilha; seus esqueletos foram mais tarde encontrados e enterrados. O regresso dos sobreviventes do Emden à Europa a bordo da escuna Ayesha foi relatado num livro publicado na Alemanha em 1915. Uma empresa japonesa destruiu parte dos destroços do Emden em 1950.